# 내가 연인이 될 수 있을 리 없잖아, 무리무리! (※무리가 아니었다?!)
《내가 연인이 될 수 있을 리 없잖아, 무리무리! (※무리가 아니었다?!)》(일본어: わたしが恋人になれるわけないじゃん、ムリムリ!（※ムリじゃなかった!?） 와타시가 고이비토니 나레루 와케 나이잔 무리무리 무리자 나캇타[*]))는 미카미 테렌이 지은 일본의 라이트 노벨이다. 대시 엑스 문고(슈에이샤)에서 2020년 2월부터 간행되고 있다. 일러스트는 타케시마 에쿠가 담당하고 있다. 약칭은 와타나레(わたなれ).

## 줄거리
중학교 시절, 등교거부 기색으로 친구가 없는 아싸로 지내던 아마오리 레나코는, 고등학교에서는 인싸로 살아갈 것을 결심하고, 입학식 날 반 친구인 오우즈카 마이에게 말을 걸어 친구가 된다. 그 후의 자리 교체로 레나코의 앞자리가 된 세나 아지사이, 마유이를 중심으로 모인 코토 사츠키, 코야나기 카호를 더한 스쿨 카스트 최상위의 인싸 그룹에 소속될 수 있어, 충실한 고등학교 생활을 보내고 있었다.
2개월 후, 인싸로 행동하는 나날에 정신을 지치게 하고 있던 레나코는, 휴식을 위해 옥상으로 도망친다. 걱정해서 뒤를 쫓은 마유이는, 레나코가 투신하려고 한다고 착각하고, 자살을 막으려고 달리기 시작한다. 그 기세 그대로, 두 사람은 함께 옥상에서 떨어져 버린다. 구사일생을 얻은 두 사람은 각자의 고민을 털어놓고, '진정한 친구가 되자'고 서로 맹세한다. 그러나 다음날, 레나코는 마이로부터 사랑의 고백을 받는다. 갑작스러운 일로 레나코는 당황하지만, '친한 친구'인지 '연인'인지, 두 사람에게 어느 관계가 적합한지 승부를 하자 마이로부터 제안된다.
'친한 친구'가 되고 싶은 레나코와, '연인'이 되고 싶은 마유이의 두 사람의 관계를 건 승부로 시작하는 걸스 러브 코미디.

## 등장인물
성우는 별도의 표기가 없으면 텔레비전 애니메이션판의 성우다.
아마오리 레나코(甘織 れな)
성우 - 나카무라 칸나/오오하시 아야카(PV)
본작의 주인공. 외모, 두뇌, 운동신경 전부가 평범한 소녀. 키는 158센티미터.
부모님과 2살 어린 여동생이 있다.
어두운 중학교 생활을 하는 가운데, 초등학교 시절 동급생의 SNS를 본 것으로 당시 친구가 충실한 생활을 하고 있다는 것을 알고, 고등학교 데뷔를 결심한다.
오우즈카 마이(王塚 真唯)
성우 - 오오니시 사오리/타도코로 아즈사(PV)
금발 푸른 눈의 혼혈. 한 나라의 공주 같은 외모를 하고 있는 미소녀. 키는 167센티미터.
어머니는 세계적으로 유명한 디자이너.
어릴 때부터 모델로서 일본 국외에서 활약하고 있는 연예인이지만, 상냥한 성격을 가지고 있어, 구분 없이 대한다.
세나 아지사이(瀬名 紫陽花)
성우 - 안자이 유카리/이와미 마나카(PV)
폭신폭신한 분위기를 가진 순수 배양의 미소녀로, 레나코에게는 종종 천사라고 칭송받고 있다. 키는 158센티미터.
부모님과 남동생이 두 명 있다. 얌전한 부분은 아버지, 장난꾸러기 부분은 어머니에게 물려 받았다.
코토 사츠키(琴 紗月)
성우 - 이치노세 카나
긴 눈을 한 흑발 일본식 쿨계 미인. 키는 165센티미터.
마유이와는 초등학교 5학년 때부터의 소꿉친구로 썩은 인연.
초등학교 시절에 일어난 사건을 경계로 마유이를 라이벌로 보고 있지만, 계속 지고 있다.
코야나기 카호(小柳 香穂)
성우 - 타나카 타카코
명랑쾌활한 성격의 미소녀. 아시가야의 여동생으로서 남녀 불문하고 전교생에게 사랑받고 있다. 키는 153센티미터.
마이를 오시하고 있다고 공언하고 있고, 그녀의 금발을 딴 노란색 헤어 액세서리를 하고 있다.
레나코의 아버지
레나코에게 게임에 영향을 준 장본인이지만, 딸과 달리 느긋한 게임을 좋아한다.
레나코의 어머니
파트타임을 하고 있다.
아마오리 하루나(甘織 遥奈)
성우 - 사가라 마유
아마오리 가의 차녀로 레나코의 여동생. 키는 160센티미터.
중학교 2학년으로 배드민턴부에 소속되어 있고, 운동신경도 좋은 체육계.
언니와는 대조적으로 인싸로, 처음 만나는 상대에게도 겁먹지 않고, 적극적으로 연락처를 교환한다
오우즈카 르네(王塚 ルネ)
마이의 어머니. ‘퀸 로즈(QR)'의 CEO 겸 메인 디자이너.
히나토리 히토에(花取 単衣)
마이네 집의 가정부.
히로사키 미치루(広崎 美知留)
학급 담임 영어 교사. 나이는 30세 초반.
가벼운 말투를 하고 있고, 키는 150센티미터 전후로 몸집이 작다.

## TV  애니메이션
2025년 7월부터 TOKYO MX 등에서 방송 중이다.

### 스태프
- 원작 - 미카미 테렌
- 일러스트 - 타케시마 에쿠
- 감독 - 우치누마 나츠미
- 어드바이저 - 카토 타카오
- 시리즈 구성 - 아라카와 나루히사
- 캐릭터 디자인 - kojikoji
- 프롭 디자인 - 호리 타에코, 야하기 토시유키, 하라 치하루
- 메인 애니메이터 - 이시이 히사오
- 색채 설계 - 세키모토 미츠코
- 미술 감독 - 타카기 유리, 와타나베 케이토
- 미술 설정 - 타카기 유리, 우에다 미즈카, 타나카 타카노리, 카케이 레이, 아라이 카나, 혼다 코헤이
- 촬영 감독 - 모로오카 타쿠마
- 편집 - 챠엔 이치로
- 음향 감독 - 야마구치 타카유키
- 음향 제작 - HALF H · P STUDIO
- 음악 - 후지사와 요시아키
- 치프 프로듀서 - 카와무라 히토시, 코다마 케이타, 마에사카 에이지
- 프로듀서 - 코나카 쇼헤이, 이시야마 타카히로, 쿠로히지 하야토
- 애니메이션 프로듀서 - 이시다 마나미
- 애니메이션 제작 - studio MOTHER
- 제작 - 와타나레 제작위원회(슈에이샤, 슈에이샤 DeNA 프로젝트, REMOW)

### 주제가
무리무리 진화론(ムリムリ進化論)
나나오 아카리에 의한 오프닝 테마. 작사·작곡은 나유탄 성인, 편곡은 야시킨
迷っちゃうわ
팔로소피의 댄스에 의한 엔딩 테마. 작사·작곡·편곡은 키노시타 류헤이

### 에피소드 목록
| 화수 | 제목                                                 | 각본              | 그림 콘티       | 연출            | 작화 감독                   | 총작화 감독                   | 방송일         |
| ---- | ---------------------------------------------------- | ----------------- | --------------- | --------------- | --------------------------- | ----------------------------- | -------------- |
| #01  | 恋人とか、ぜったいにムリ! 연인 같은 건, 절대로 무리! | 아라카와 나루히사 | 우치누마 나츠미 | 우치누마 나츠미 | 카네코 미사키 스즈키 아스카 | 스즈키 아스카                 | 2025년 7월 8일 |
| #02  | 初めてのキスなんて、ムリ!                            | 아라카와 나루히사 | 우치누마 나츠미 | 나카무라 유토   |                             | 시오카와 타카시 모리야 하루키 | 7월 15일       |